# Józef Werobej
Józef Werobej (ur. 17 września 1890 w Zalesiu, zm. 27 kwietnia 1976 w Londynie) – oficer piechoty Armii Imperium Rosyjskiego, pułkownik Wojska Polskiego mianowany przez polskie władze na uchodźstwie generałem brygady. Kawaler Orderu Virtuti Militari. 

## Życiorys
Po ukończeniu gimnazjum klasycznego w Wilnie, w latach 1912–1917 służył w armii rosyjskiej, w której ukończył szkołę podoficerską (1913) i szkołę chorążych (1915). Był oficerem zawodowym piechoty. Brał udział w walkach frontowych podczas I wojny światowej. W grudniu 1917 wstąpił do Ligi Oficerskiej I Korpusu Polskiego w Rosji. W okresie od sierpnia 1918 do lipca 1920 dowodził kompanią i batalionem 1 pułku strzelców polskich (późniejszy 43 pułk strzelców Legionu Bajończyków) Armii Polskiej we Francji dowodzonej przez gen. Józefa Hallera.
Brał udział w wojnie polsko-bolszewickiej. Od sierpnia 1920 do grudnia 1931 pełniący obowiązki, potem dowódca 83 pułku piechoty w Kobryniu. Od grudnia 1931 do grudnia 1934 dowódca 44 pułku piechoty Strzelców Kresowych w Równem. Jako najstarszy dowódca pułku od stycznia do sierpnia 1933 pełnił obowiązki dowódcy dywizji pod nieobecność gen. brygady Edmunda Knoll-Kownackiego i w czasie choroby płk. dypl. Bronisława Regulskiego, dowódcy piechoty dywizyjnej. Od tego drugiego oficera w grudniu 1934 przejął obowiązki dowódcy piechoty dywizyjnej 13 DP i pełnił je do marca 1939, kiedy to otrzymał dowództwo 9 Dywizji Piechoty w Siedlcach.
Był prezesem zarządu Wołyńskiego Okręgowego Związku Hokeja na Lodzie.
9 Dywizją Piechoty dowodził w czasie kampanii wrześniowej. W składzie Armii „Pomorze” wykonywał zadanie obrony przejść przez „korytarz pomorski” przed XIX Korpusem Guderiana. Po rozbiciu dywizji w Borach Tucholskich udało mu się wydostać z okrążenia i dołączyć do sztabu Armii „Pomorze”. 13 września formalnie objął dowództwo 4 Dywizji Piechoty. 19 września został wzięty do niewoli niemieckiej.
W czasie wojny przebywał w obozie jenieckim Woldenberg, gdzie przez pewien czas kierował działalnością konspiracyjną.
Po uwolnieniu z niewoli w Polskich Siłach Zbrojnych m.in. jako I zastępca dowódcy 5 Kresowej Dywizji Piechoty we Włoszech i Wielkiej Brytanii. Po demobilizacji brał aktywny udział w środowiskach kombatanckich. Zginął potrącony przez samochód w Londynie. Pochowany na cmentarzu Gunnersbury w Londynie.

## Awanse
- podporucznik – 1916
- porucznik – 1916
- kapitan – 1919
- major – 1921 ze starszeństwem z dniem 1 czerwca 1919
- podpułkownik – 9 września 1924 ze starszeństwem z dniem 1 lipca 1923 i 83,5 lokatą w korpusie oficerów piechoty[4]
- pułkownik – 1 stycznia 1929 (w marcu 1939 zajmował 14. lokatę[5])
- generał brygady – ze starszeństwem z dniem 1 stycznia 1964

## Ordery i odznaczenia
- Krzyż Złoty Orderu Wojennego Virtuti Militari nr 169[6]
- Krzyż Srebrny Orderu Wojskowego Virtuti Militari nr 3749 (1921)[7]
- Krzyż Niepodległości (2 sierpnia 1931)[8]
- Krzyż Oficerski Orderu Odrodzenia Polski (11 listopada 1937)[9]
- Krzyż Walecznych (czterokrotnie)
- Złoty Krzyż Zasługi (17 marca 1930)[10]
- Medal Wojska (za Wojnę 1939–1945)[11]